# 静岡県道65号浜松環状線
静岡県道65号浜松環状線（しずおかけんどう65ごう はままつかんじょうせん）は、静岡県浜松市中央区北東部から浜松市中央区南西部に至る主要地方道（静岡県道）である。

## 概要
国道1号浜松バイパスと一体となり、浜松市内を一周する環状道路を形成している。浜松ICより浜松西IC経由で、起点に向かって（反時計周りに）浜松環状線を行くと浜名湖の東側を南方へ進むことになり、国道1号と合流する。
国道1号を介した環状道路として旧南区もカバーしている。浜松市内の高速インター・放射状に伸びる主要幹線道路を結ぶ上、ほぼ全線にわたり片側2車線が確保されている。
浜松市中央区笠井町 - 浜松市中央区西ヶ崎町（静岡県道296号熊小松天竜川停車場線との交点）の区間のみ未改良（片側1車線）である。遠州鉄道鉄道線との踏切もあるが、遠州鉄道との交差部分は単独立体高架化工事予定で、現在浜松市などが中心となって浜松環状線踏切除却整備促進事業として土地買収、片側1車線区間の拡幅工事などが進行している。
三方原町交差点 - 赤松坂交差点の区間は国道257号（バイパス）と重複する。

### 路線データ
- 起点:静岡県浜松市中央区坪井町（国道1号浜名バイパス交点）
- 終点:静岡県浜松市中央区安新町（北島交差点、国道152号交点）
- 陸上距離 : 28.0 km

## 歴史
- 1972年（昭和47年）10月30日 - 認定。
- 1974年（昭和49年）3月 - 東名浜松西IC開通。
- 1982年（昭和57年）10月30日 - 路線番号が362号から変更される[1]。
- 1993年（平成5年）5月11日 - 建設省から、県道浜松環状線が浜松環状線として主要地方道に指定される[2]。
- 1994年（平成6年）9月 - 静岡県道62号交点 - 静岡県道325号交点が開通によって、雄踏町から三方原方面へ一本道でつながった。
- 2000年代前半（時期不明） - 静岡県道45号天竜浜松線交点 - 笠井中学校付近の区間が4車線に整備され、開通した。また貴平町での県道45号との交点で道路が途切れていたが、この頃に笠井町内の工事がいったん完成し全通する。
- 2004年（平成16年）3月30日 - とびうお大橋開通。これによって国道1号浜名バイパス坪井ICと接続できるようになった。なお坪井IC - 坪井町内（県道316号交点）の部分は1980年代にすでに開通していた。
- 2009年（平成21年）3月24日 - 終点部分の北島交差点改良工事完成により、国道1号磐田方面からの進入が可能となった。なお、既存の立体交差をまたぐために新たに設置された高架道路は高さが2倍近くになり勾配が急角度となっているためか、原付は進入を控えるよう看板が立てられている。
- 2011年（平成23年）
  - 5月 - 内野入口（国道152号バイパス）交差点が拡張される。
  - 終盤（時期不明） - 少なくとも12月時点で内野入口交差点 - 遠州鉄道鉄道線までの部分で拡張工事が進み片側2車線化が完成。

## 路線状況

### 別名
- 浜松環状線（浜松市）

### 重複区間
- 国道257号（1.8 km）
- 静岡県道62号浜松雄踏線（0.2 km）
- 静岡県道45号天竜浜松線（1.7 km）
- 静岡県道314号中野市野線（0.1 km）

### 道路施設

#### 橋梁
- とびうお大橋（新川、中央区）

## 地理

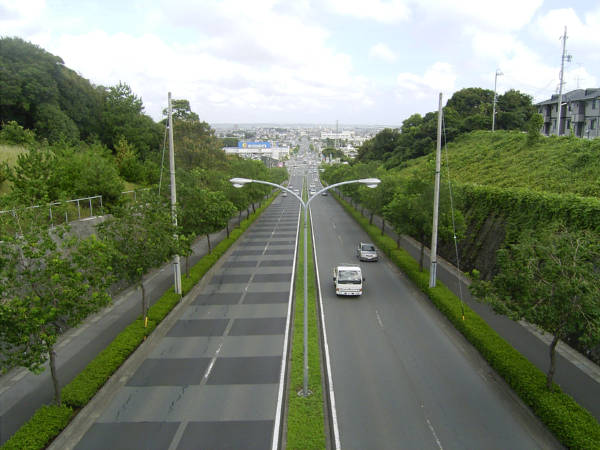
浜松市東区（現・中央区）半田山付近

### 通過する自治体
- 浜松市（中央区 - 浜名区 - 中央区）

### 交差する道路
- 国道1号浜名バイパス（中央区坪井町・坪井IC、起点）
- 国道301号（中央区坪井町・坪井町交差点）
- 静岡県道316号舞阪竜洋線・通称：掛舞線（中央区坪井町・坪井町北交差点）
- 静岡県道62号浜松雄踏線（中央区志都呂・南九領橋交差点）
- 静岡県道325号宇布見浜松線（中央区大久保町・大久保南交差点）
- 静岡県道48号舘山寺鹿谷線（中央区伊左地町・伊左地町交差点）
- 静岡県道364号湖東和合線（中央区湖東町）
- 東名高速道路・浜松西IC（中央区湖東町）
- 静岡県道261号磐田細江線・通称：姫街道（中央区葵西5丁目/中央区三方原町・葵町交差点）
- 静岡県道319号村櫛三方原線（中央区葵西5丁目/三方原町・葵町交差点）
- 国道257号（中央区三方原町 三方原町交差点）
- 国道257号（中央区東三方町・赤松坂交差点）
- 国道152号（中央区有玉北町/西ケ崎町・内野入口交差点）
- 静岡県道296号熊小松天竜川停車場線（中央区西ケ崎町/中郡町・西ヶ崎交差点）
- 静岡県道45号天竜浜松線（中央区貴平町・貴平町交差点）
- 東名高速道路・浜松IC（中央区流通元町）
- 静岡県道261号磐田細江線（中央区流通元町・流通元町交差点）
- 静岡県道314号中野市野線（中央区安新町・柏木橋交差点）
- 国道1号浜松バイパス・国道152号（中央区北島町・北島交差点、終点）

### 沿線
- JR東海道線
- JR東海道新幹線
- カインズモール浜松雄踏（中央区雄踏一丁目）
- イオンモール浜松志都呂（中央区志都呂二丁目）
- 浜松技術工業団地（中央区大久保町）
- 静岡県立浜松湖東高等学校（中央区大人見町）
- 遠州鉄道鉄道線・遠州西ヶ崎駅（中央区西ケ崎町）
- 浜松市立笠井中学校（中央区笠井町）
- 浜松市立笠井小学校（中央区笠井町）
- 流通元町図書館（中央区流通元町）
- 安間川公園（中央区安新町）